# Strafor-Facom
Strafor-Facom SA est un ancien groupe métallurgique français.

## Histoire

### Groupe Strafor Facom
En 1990, constitution du groupe Strafor-Facom sous la présidence d'Henri Lachmann
En 1999, Strafor est cédé à Steelcase Inc et une OPA est entreprise par le groupe Fimalac sur Facom
En 2006, l'entreprise a été scindée en deux. Facom a été cédé au groupe Stanley  et Strafor est repris par le groupe Steelcase Inc.

### Strafor
- 1919 : Création des forges de Strasbourg[4]
- 1926 : Création de la marque Strafor.
- 1927 : Un concours se solde par la réalisation d'une maison métallique dite des Forges de Strasbourg au Grand-Quevilly en Seine-Inférieure[5].
- 1971 : Création de la joint venture avec Steelcase.
- 1981 : Création d'une holding à 50/50 entre le groupe Strafor et Steelcase.
- 1985 : Fusion avec la Compagnie Industrielle et Financière de Pompey[6].
- 1999 : Steelcase acquiert la totalité de l'activité mobilier du groupe Strafor Facom.